# Mi Youren

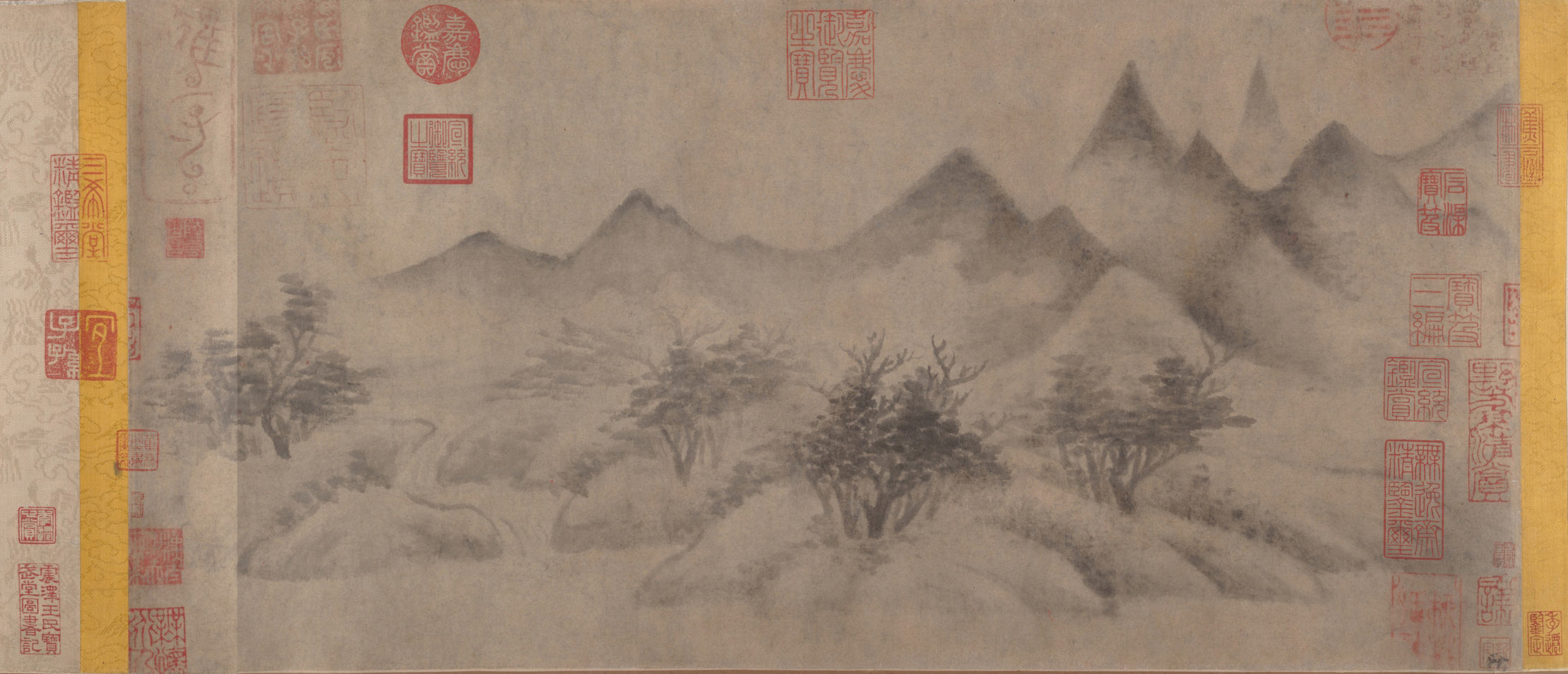
Bergen gehuld in wolken (vóór 1200), collectie Metropolitan Museum of Art

Mi Youren (米友仁; 1086–1165) was een Chinees kunstschilder, kalligraaf, literator en connaisseur uit de Song-periode. Zijn omgangsnaam was Yuan Hui (元晖).

## Biografie
Mi Youren werd geboren in Xiangyang, in de provincie Hubei. Hij was de zoon van Mi Fu (1051–1107), een van de belangrijkste vertegenwoordigers van de literati-schilderkunst tijdens de Noordelijke Song. Samen staan ze in de kunstwereld bekend als de 'Twee Mi's'. Net als zijn vader was Mi Youren een bekend kunstkenner. Aan het hof was hij belast met het authenticeren van oude schilderwerken en kalligrafieën. Ook bekleedde hij enige tijd de functie van plaatsvervangend minister van oorlog.

## Werk
In zijn shan shui-landschappen borduurde Mi voort op de stijl van zijn vader. Veel aan Mi Fu toegeschreven werken zijn mogelijk van de hand van Mi Youren. 
Beiden stonden bekend om hun eenvoudige, wazige berglandschappen die sterk contrasteerden met de gedetailleerde landschappen van hofschilders als Li Tang (ca. 1050–1130) en Zhang Zeduan (1085–1145).
Mi Youren vervolmaakte zijn vaders techniek om met zeer natte inktvlekken mist en wolken weer te geven en zo diepte te suggereren. Hij noemde deze penseeltechniek 'inktspel' (墨戏; pinyin: Mò xì). Ook gebruikte hij Mi Fu's penseeldeppen om regenachtige of bewolkte landschappen te schilderen. De innovatieve technieken van de Twee Mi's worden gezamenlijk de 'Mi-landschapsstijl' (米家山水; pinyin: Mǐ jiā shānshuǐ) genoemd en hadden een grote impact op de ontwikkeling van zowel de Ma-Xia-school als de literati-schilderkunst.
- Gemeinsame Normdatei: 142712132
- International Standard Name Identifier: 0000 0001 0718 5886
- Library of Congress Control Number: n83172555
- Trove: 1337706
- Union List of Artist Names: 500332184
- Virtual International Authority File: 53068494
- WorldCat: E39PBJgHctgVvtrHdBXtYmyTpP